# ثورولد (أونتاريو)
ثورولد، أونتاريو (بالإنجليزية: Thorold)‏ هي مدينة كندية تقع في مقاطعة أونتاريو. تبلغ مساحة هذه المدينة 83.0013 (كم²)، ويبلغ عدد سكانها 18224 نسمة حسب إحصاء سنة 2006 م، بينما كان يسكنها 18048 نسمة في سنة 2001 م. تحتل هذه المدينة المرتبة رقم 211 بين مدن كندا حسب عدد السكان والمرتبة رقم 83 في المقاطعة. نما عدد السكان في هذه المدينة بنسبة (1) بين العامين المذكورين.

## أعلام
- ريان سافويا
- إدوارد وينتورث بيتي
- آرثر بويل
- جوي مارتن

## وصلات خارجية
- الأطلس الحكومي لكندا
- إحصاءات كندا مع ساعة تعداد السكان